# Yorubalandia
Yorubalandia, (en yoruba Ilẹ̀ Yorùbá) es la región cultural del pueblo yoruba en África Occidental. Abarca parte de los estados modernos de Nigeria, Togo y Benín (sobre todo en el primero) en una extensión de 142.114 km², ligeramente mayor al de la isla de Cuba y ligeramente inferior al de Uruguay, y en él viven 55 millones de personas, la gran mayoría Yorubas étnicos.

## Geografía
En la costa predominan los bosques de manglares, los estuarios y las llanuras. En el interior se encuentra la comúnmente conocida meseta Yorubaland, más montañosa (En el Estado de Ekiti o por ejemplo en el Estado de Ondo, donde se superan los 1.050 m s. n. m.).
El clima es tropical de sabana en el norte, tropical húmedo en el sur y en las áreas montañosas el clima tropical de altitud.

### Sociedad yoruba
Se considera tradicionalmente a la ciudad de Ife (Ilé-Ifẹ) como el origen de los yorubos. El antropólogo William Bascom observó en la sociedad yoruba un sistema muy particular de vasallaje ("governments") entre los diferentes clanes que la componen. A nivel local, está el Olori-Ebi, "el poblado" y cuyos regidores son los Olóyès, que a su vez obedece al Baálès (en los clanes más occidentales) o a los Ọlọja (en los clanes orientales). Varios poblados formarán un clan, gobernados por los oba. El término "Oba" puede ser para referirse al gobernante del clan o también como tratamiento de respeto que se antepone al nombre, como en el castellano la palabra "Don" (Oba Ogunwusi de Ile-Ife, Oba Adeyemi de Oyo, Oba Akiolu de Lagos...).

## Administración política
| Yorubaland                              |                  |                  |                              |                              |                                      |
| Nigeria                                 |                  |                  |                              |                              |                                      |
| Estado                                  | Área (km²)       | Capital regional | 1a ciudad con más habitantes | 2a ciudad con más habitantes | Mapa                                 |
| Estado de Ekiti                         | 6,353            | Ado Ekiti        | Ado Ekiti                    | Ikere-Ekiti                  |                                      |
| Estado de Kogi                          | 9,351            | Lokoja           | Kabba                        | Isanlu                       |                                      |
| Estado de Kwara                         | 17,000           | Ilorin           | Ilorin                       | Offa                         |                                      |
| Estado de Lagos                         | 3,345            | Ikeja            | Alimosho                     | Ikorodu                      |                                      |
| Estado de Ogun                          | 16,762           | Abeokuta         | Otta-Ijoko-Ifo               | Abeokuta                     |                                      |
| Estado de Ondo                          | 15,500           | Akure            | Akure                        | Ondo, Owo                    |                                      |
| Estado de Osun                          | 9,251            | Oshogbo          | Oshogbo                      | Ile-Ife, Ilesha              |                                      |
| Estado Oyo                              | 28,454           | Ibadán           | Ibadán                       | Ogbomosho                    |                                      |
| Área = 106,016 km²                      |                  |                  |                              |                              |                                      |
| Benín                                   |                  |                  |                              |                              |                                      |
| Estado                                  | Área (km²)       | Capital regional | 1a ciudad con más habitantes | 2a ciudad con más habitantes |                                      |
| Departamento de Borgou (solo Tchaourou) | 5,000            | ____             | Shaworo                      | Papane                       |                                      |
| Departamento de Collines                | 12,440           | Savalou          | Shabe                        | Idasa                        |                                      |
| Departamento de Donga (Bassila)         | 5,661            | ____             | Bassila                      | Manigri                      |                                      |
| Departamento de Plateau                 | 3,264            | Sakete           | Pobe                         | Ketu, Sakete                 |                                      |
| Departamento de Ouémé                   | 500              | Porto Novo       | Porto Novo                   | Adjarra                      |                                      |
| Área ≈ 26,865 km²                       |                  |                  |                              |                              |                                      |
| Togo                                    |                  |                  |                              |                              |                                      |
| Estado                                  | Área (km²)       | Capital regional | 1a ciudad con más habitantes | 2a ciudad con más habitantes |                                      |
| Región Central (Chamba)                 | 3,149            | ____             | Kambole                      | Alejo                        |                                      |
| Región del Altiplano                    | 6,084            | Atakpame         | Atakpame                     | Anié, Morita                 |                                      |
| Área ≈ 9,233 km²                        | Área ≈ 9,233 km² | Área ≈ 9,233 km² | Área ≈ 9,233 km²             | Área ≈ 9,233 km²             | Yorubaland, área total ≈ 142,114 km² |